# Jake Cooper
Jake Matthew Cooper (Ascot, Berkshire, Inglaterra, 3 de febrero de 1995) es un futbolista inglés. Juega de defensa y su equipo es el Milwall F. C. de la EFL Championship de Inglaterra.

## Trayectoria

### Reading
Cooper entró a la academia de Reading en 2009 a los 14 años. Firmó su primer contrato profesional con el club en junio de 2013.
Debutó para Reading en la victoria 1-0 por la Championship frente a Ipswich Town el 16 de agosto de 2014. Anotó su primer gol para Reading el 29 de noviembre, en la victoria de visita contra Norwich City por 2-1.
El 8 de octubre de 2015, Cooper extendió su contrato con el equipo hasta 2018.
Se fue a préstamo al Milwall de la League One el 19 de enero de 2017 hasta el final de la temporada 2016-17.

### Milwall
Fichó por tres años en Millwall el 28 de julio de 2017.

## Selección nacional
Cooper ha representado a Inglaterra en las categorías sub-18 y sub-19.
Su primera llamada a la selección de Inglaterra sub-20 fue en marzo de 2016, debutó en la derrota contra Canadá el 27 de marzo.

## Clubes
| Club                      | País       | Año       |
| ------------------------- | ---------- | --------- |
| Reading F. C.             | Inglaterra | 2014-2017 |
| Millwall F. C. (préstamo) | Inglaterra | 2017      |
| Millwall F. C.            | Inglaterra | 2017-act. |